# تروي كول
تروي كول (بالإنجليزية: Troy Cole)‏ (11 أبريل 1986 بلاغونا هيلس في الولايات المتحدة - ) هو لاعب كرة قدم أمريكي في مركز الدفاع. لعب مع F.C. New York ‏ وWilmington Hammerheads FC ‏ وVSI Tampa Bay FC ‏ وAC St. Louis ‏ وAtlanta Blackhawks ‏.

## وصلات خارجية
- تروي كول على موقع قاعدة بيانات كرة القدم.إي يو (الإنجليزية)